# Naturpark Eichsfeld-Hainich-Werratal

Logo des Naturparks

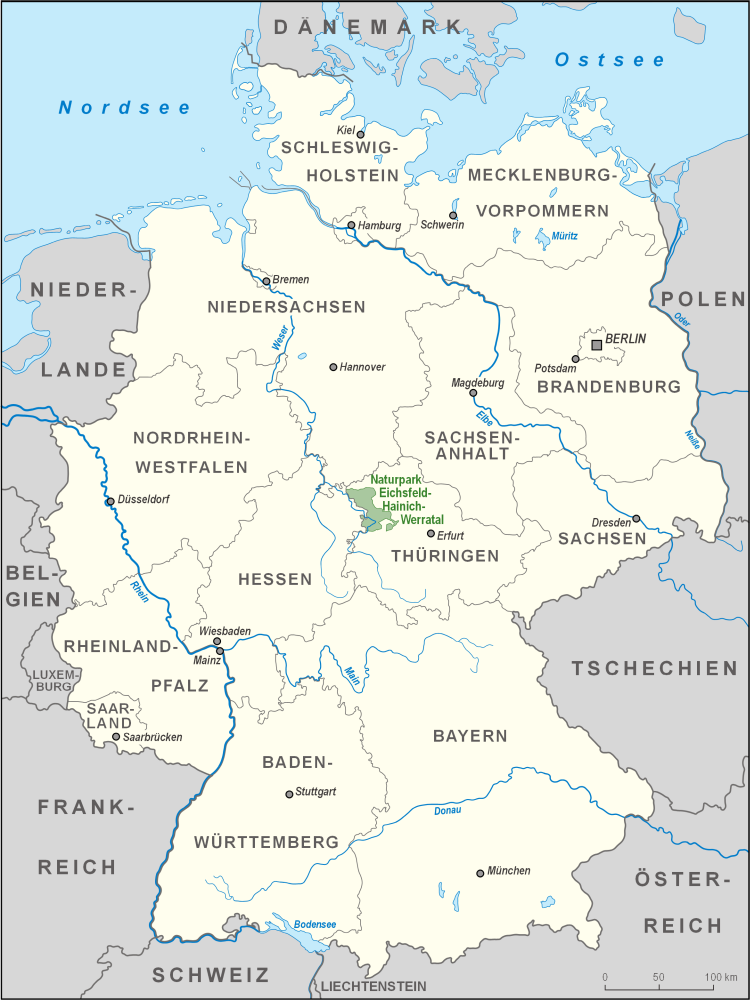
Lage des Naturparks Eichsfeld-Hainich-Werratal

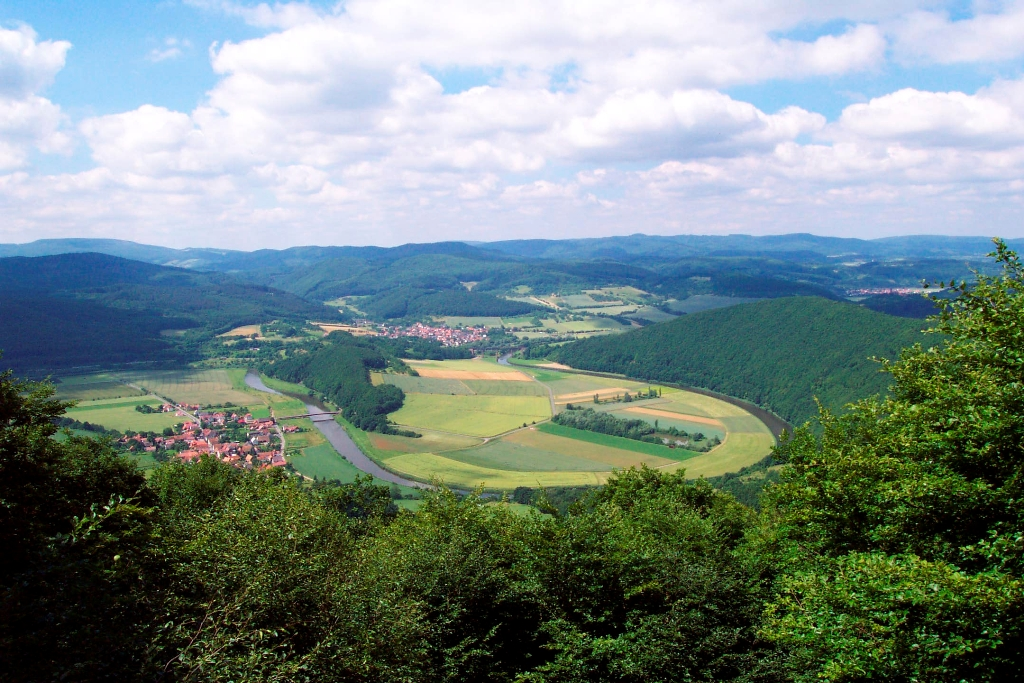
Werraschleife mit den Orten Lindewerra (l) und Oberrieden (r); rechts in der Bildmitte Burg Ludwigstein und Wendershausen

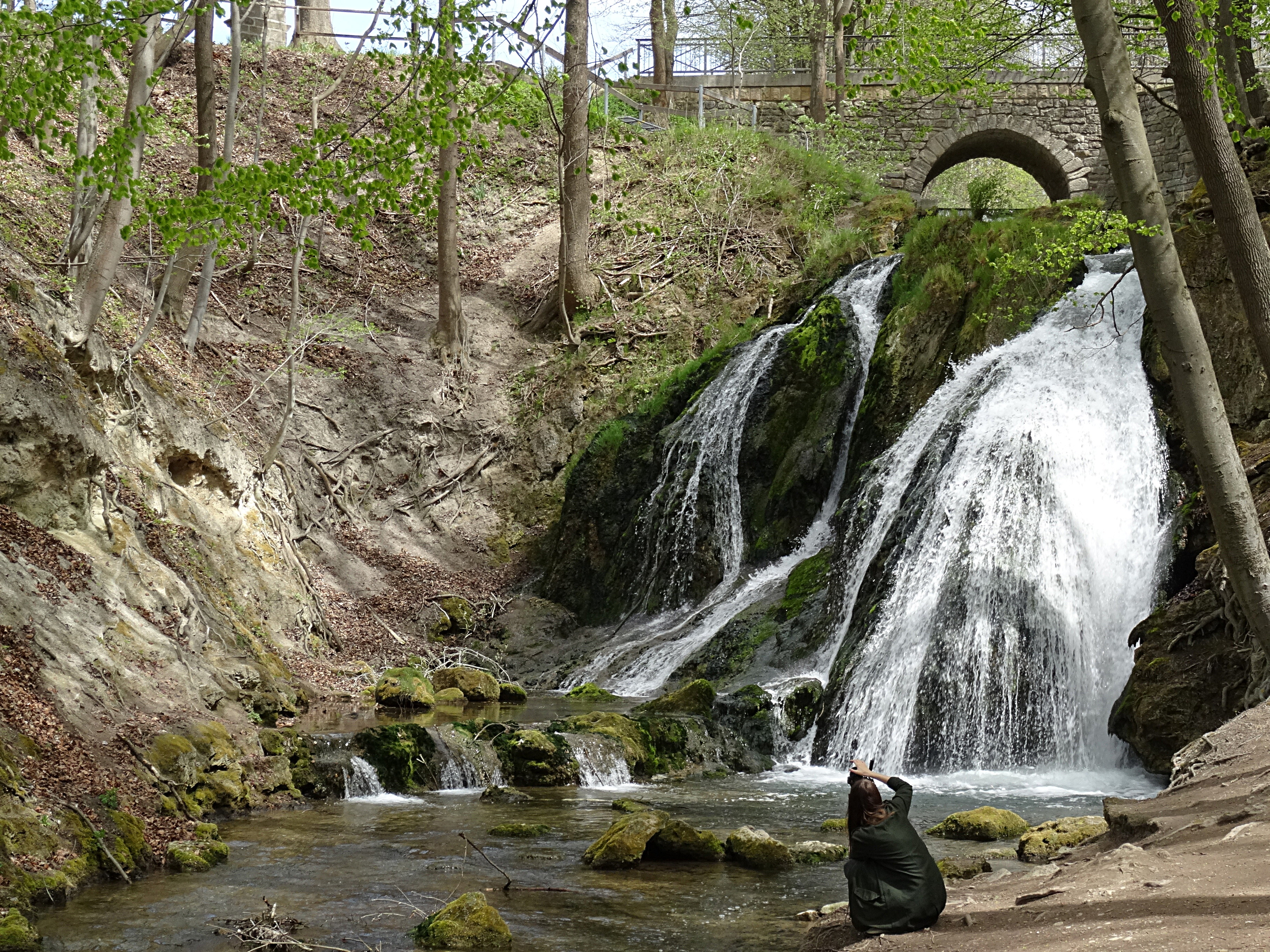
Der Wasserfall der Lutter bei Großbartloff

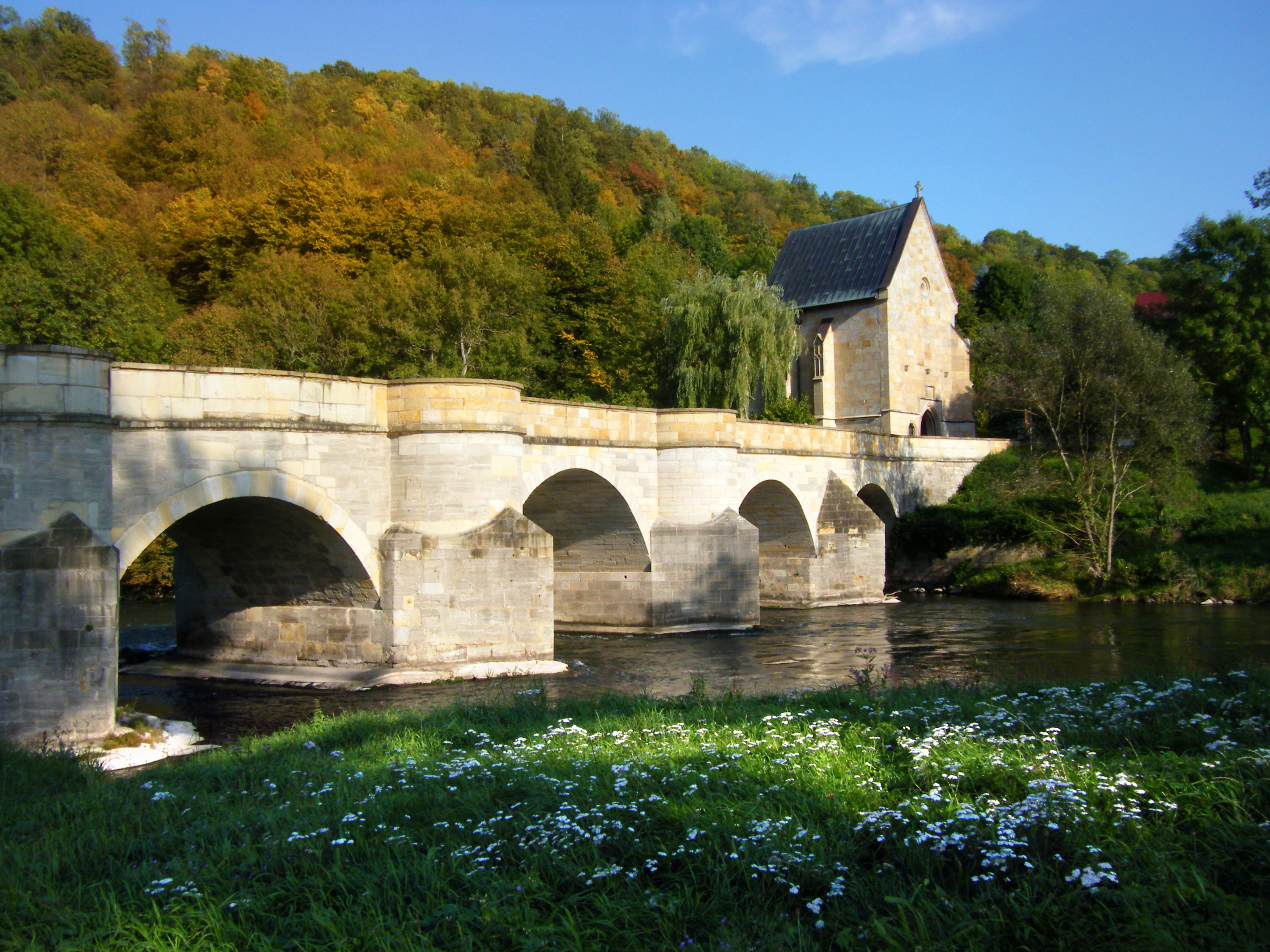
Die historische Werrabrücke bei Creuzburg

Der Naturpark Eichsfeld-Hainich-Werratal ist ein 858 km² großer, am 16. März 1990 durch das Nationalparkprogramm der DDR einstweilig gesicherter, per Verordnung vom 30. November 2011 endgültig festgelegter Naturpark in Thüringen, der im Westen an die hessische Grenze stößt. Zuvor war das Gebiet eine von acht nationalen Naturlandschaften und wurde als solche 1990 von Natur- und Umweltschützern und Anwohnern initiiert.
Der Naturpark fasst die westlichen und nordwestlichen Randlagen des Thüringer Beckens zwischen Eisenach und Heiligenstadt zu einem Schutzgebiet zusammen und enthält Teile vom Eichsfeld, Hainich und Werratal. Innerhalb des Parks, der den Nationalpark Hainich einschließt, wohnen rund 70.000 Einwohner in 106 Ortschaften.

## Landschaft
Der Naturpark Eichsfeld-Hainich-Werratal umfasst Plateaus des Eichsfelds, Hügelketten des Hainichs und Teile des Werratals. Durch das Tal fließt die Werra, welche im Thüringer Wald entspringt und in Hann. Münden mit der Fulda zur Weser zusammenfließt. Die Landschaft des Hainich präsentiert sich mit seinen vielen Hochlagen und Wäldern, die des Eichsfelds mit seinen häufigen Vorkommen von Muschelkalkplateaus und Waldgebieten.
Siehe auch: Liste von Bergen und Erhebungen des Naturparks Eichsfeld-Hainich-Werratal

## Sehenswürdigkeiten

### Naturschönheiten
Der Naturpark Eichsfeld-Hainich-Werratal enthält seltene Biotope und hält vielfältige Möglichkeiten der Naturbeobachtung bereit.
Das Naturschutzgebiet Lengenberg bietet den größten Eibenbestand Thüringens. Die Teufelskanzel ist ein wuchtiger Sandsteinfels mit angegliederter Berggaststätte an einer 452 m ü. NN hohen Stelle des Höheberg (max. 510,7 m ü. NN). Vom Fels bietet sich der Ausblick insbesondere nach Hessen auf die Werraschleife mit den Dörfern Lindewerra (Thüringen) und Oberrieden, zum Hohen Meißner und Bilstein und vorbei an der Burg Ludwigstein zum am Fluss gelegenen Wendershausen.
Der Lutterwasserfall liegt bei Großbartloff und ist mit einer Höhe von 10 m imposant anzusehen. Zum Beispiel an den bei Dieterode gelegenen Dieteröder Klippen, von denen sich der Panoramablick auf das Obereichsfeld bietet, führt der Naturlehrpfad des Naturparks vorbei. Der dort wachsende Kalkmagerrasen und die Wacholderheiden lassen echtes Gebirgsfeeling aufkommen. Die Gobert mit der höchsten Erhebung des Eichsfelds und zugleich des Naturparks, der Goburg (543,4 m ü. NN), den ausgeschilderten Wanderwegen und seiner artenreichen Flora, zählt zu den schönsten Wandergebieten im Eichsfeld.
Der Heldrastein bei Heldra gilt als der König des Werratals, vom Turm der Einheit genießt man einen ausgezeichneten Fernblick über den thüringischen Naturpark. Als Grünes Band Deutschland, das den Naturpark nach Westen abgrenzt, werden die Brachflächen der früheren innerdeutschen Grenze bezeichnet. Ziel ist es, die ehemaligen Flächen der deutsch-deutschen Grenze zum Wohle der Natur unberührt zu lassen, damit sich bedrohte Tier- und Pflanzenarten vermehren können und in einem weitgehend natürlichen Umfeld leben können.
Das Naturschutzgebiet Probsteizella besitzt mit den Falkener Klippen eine atemberaubend steile Felswand, die bis an das Werraufer heranreicht. Das canyonartige Durchbruchstal der Werra zwischen Creuzburg und Falken bildete sich erst in den letzten 3 Millionen Jahren heraus.

### Baudenkmäler
Die Region besitzt eine große Zahl bedeutender Baudenkmäler und Geschichtszeugnisse. Die Burg Hanstein wurde im 9. Jahrhundert zum ersten Mal urkundlich erwähnt und thront über dem Ort Bornhagen. Besonders zu erwähnen ist der sogenannte „Zwei-Burgen-Blick“, dem Blick vom hessischen Wendershausen vorbei an der hessischen Burg Ludwigstein zur thüringischen Burg Hanstein. Weitere bedeutende Schlösser und Burganlagen sind Burg Normannstein bei Treffurt, die Burgruine Haineck bei Nazza, Schloss Bischofstein in Lengenfeld unterm Stein, Burg Gleichenstein bei Wachstedt. Das Kloster Hülfensberg ist der bedeutendste Wallfahrtsort im südlichen Eichsfeld.
Auf dem Tellberg befindet sich als „Mahnmal“ ein ehemaliger Wachturm der DDR-Grenzbefestigungsanlagen.

### Naturpark-Ausstellungen

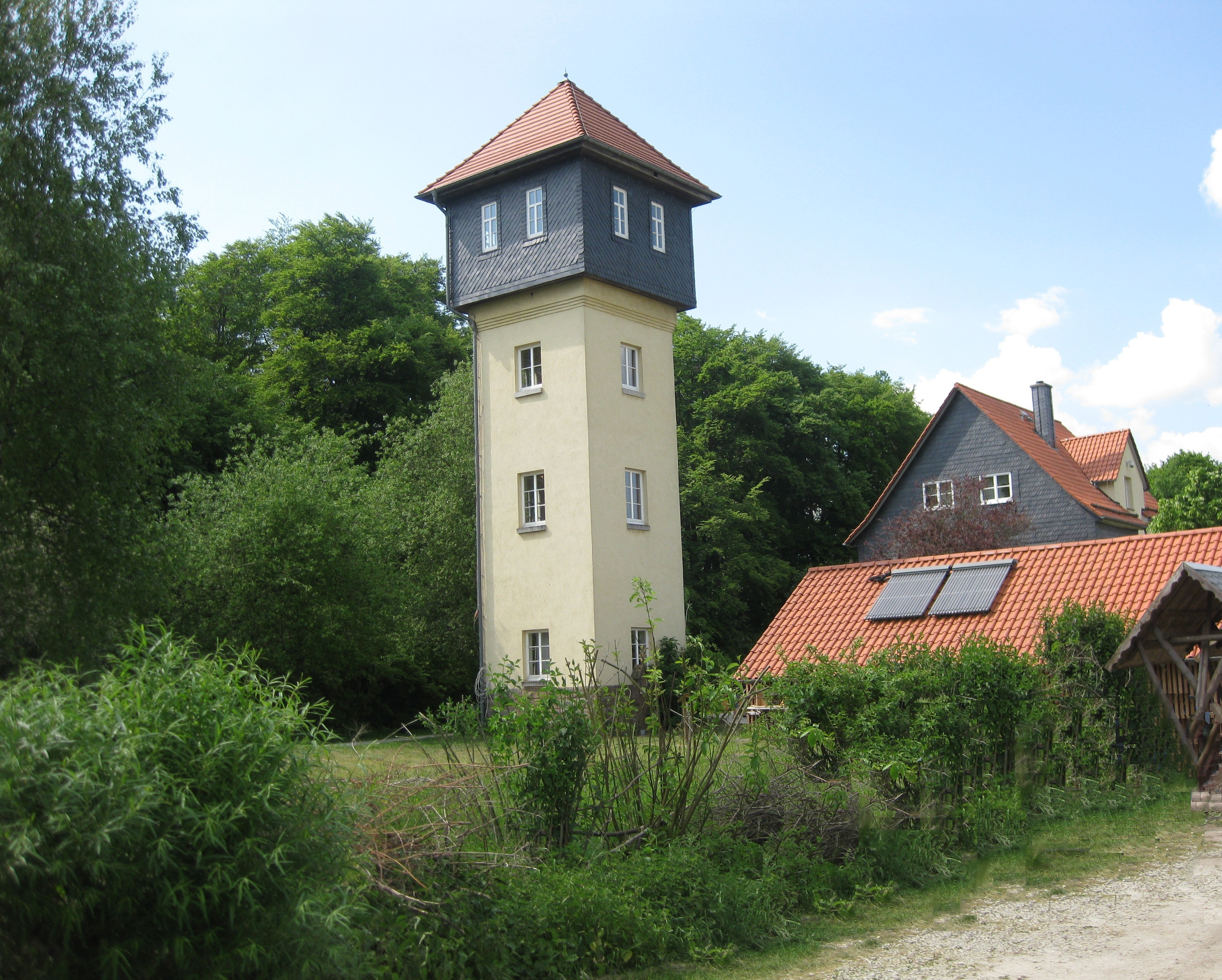
Bahnwasserturm Fürstenhagen

Das Naturparkzentrum in Fürstenhagen befindet sich im ehemaligen Bahnhof Fürstenhagen. Im Infozentrum im Alten Bahnwasserturm wird auf vier Etagen die Landschaften der Region und das Konzept des Naturparks vorgestellt. In der Creuzburger Gottesackerkirche und in der Treffurter Tourist-Information befinden sich Dauerausstellungen zum Naturpark Eichsfeld-Hainich-Werratal.

## Verein
Es gibt einen Verein der Freunde des Naturparks Eichsfeld-Hainich-Werratal e.V. Vorsitzende ist seit 2010 Christina Tasch.

## Naturparkweg Leine-Werra

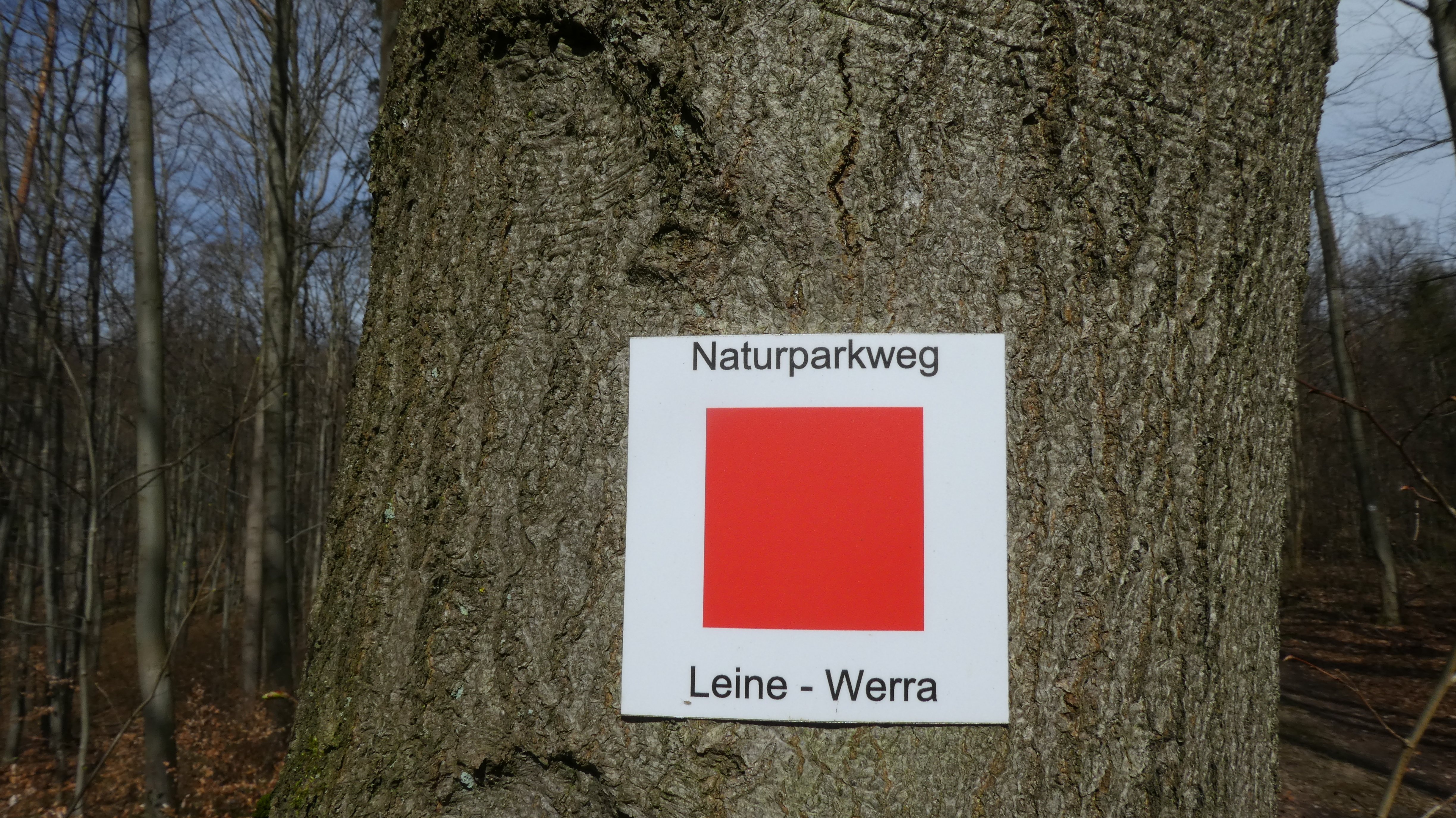
Der Naturparkweg

Der Naturparkweg Leine-Werra führt über 103 Kilometer von Heilbad Heiligenstadt an der Leine bis nach Creuzburg an der Werra. In 5 Etappen durchquert er eine hügelige Natur- und Kulturlandschaft und berührt zahlreiche Sehenswürdigkeiten, Naturdenkmale und Aussichtspunkte. Der Weg ist als Qualitätsweg Wanderbares Deutschland ausgewiesen. Die Wanderstrecke ist durchgängig mit einem roten Quadrat markiert.